# Ueda Tadahiko
Ueda Tadahiko (sinh ngày 3 tháng 8 năm 1947) là một cầu thủ bóng đá người Nhật Bản.

## Đội tuyển bóng đá quốc gia Nhật Bản
Ueda Tadahiko thi đấu cho đội tuyển bóng đá quốc gia Nhật Bản từ năm 1970 đến 1971.

## Thống kê sự nghiệp
| Đội tuyển bóng đá Nhật Bản | Đội tuyển bóng đá Nhật Bản | Đội tuyển bóng đá Nhật Bản |
| Năm                        | Trận                       | Bàn                        |
| -------------------------- | -------------------------- | -------------------------- |
| 1970                       | 10                         | 7                          |
| 1971                       | 3                          | 0                          |
| Tổng cộng                  | 13                         | 7                          |